# Narmer

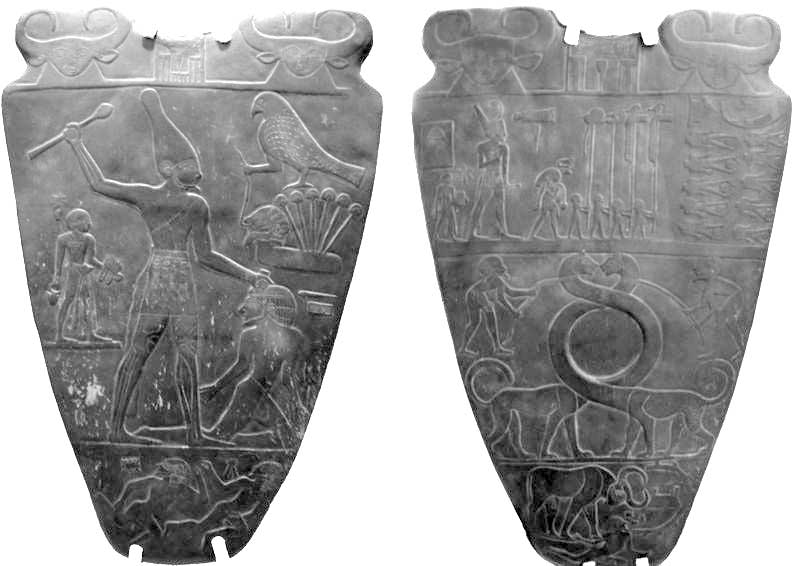
Narmerova paleta

Narmer byl egyptským faraonem. Je zařazován do 0. nebo 1. dynastie. Možná je totožný s Menim, který je považován za sjednotitele Horního a Dolního Egypta v jeden stát. Narmer je na rozdíl od něj historicky doložený vládce, jeho existenci nám dokládají písemné dokumenty z doby jeho vlády a proslulá Narmerova paleta nalezená v Hierankonpoli (v egyptském Nechenu, v dnešním Kóm el Ahmaru). Na jedné straně je vyobrazen Narmer s korunou Horního Egypta, jak se s kamennou palicí chystá zabít před ním klečícího poraženého nepřítele z delty. Na druhé straně je Narmer s korunou Dolního Egypta. Jeho jméno je napsáno na obou stranách této palety.
Ve stejném městě byla objevena i pamětní vápencová palice s nápisy, které (značně nadneseně) zaznamenávají počet získaných zajatců a počty ukořistěných kusů skotu a koz.
K Narmerovi se možná vztahuje i zlomek další palety, kde je patrně zobrazeno pokračování jeho tažení do oblasti delty, tentokrát však do západní části. Jiným dokladem jeho existence je hlavice válečného kyje nalezeného v Abydu. Na ní se rovněž nachází Narmerovo jméno. Podle dalších nálezů s jeho jménem (nádoba u Tell Gatu v Palestině a nápis ve Vádí el-Kašu ve Východní poušti u Rudého moře) se soudí, že organizoval vojenské a obchodní výpravy do vzdálených končin.

## Králova hrobka
Narmerova hrobka byla nalezena v Abydu, kde se nachází pohřebiště hlavního města Horního Egypta Ceneje. Hrobku tvoří jáma, která je obložená nepálenými cihlami, její půdorys má rozměry 11x9,4 metru. Nadzemní část je již zničena. U Nakády, která leží severně od chrámového komplexu v Karnaku, však byla později objevena hrobka jeho manželky, královny Neithotepy. Tato hrobka byla ale o mnoho větší než králova hrobka v Abydu. Poté vzešla myšlenka, že Narmerova hrobka v Abydu je pouze symbolická a že jeho skutečnou hrobku je nutné ještě hledat. S velkou pravděpodobností se nachází v Sakkáře, což je hlavní pohřebiště hlavního města sjednoceného Egypta Mennoferu.

## Totožnost s jinými králi
Je jisté, že Narmer existoval, u některých panovníků, kteří žili zhruba ve stejnou dobu, to však jisté není. Někteří egyptologové jej považují za totožného s tradičním sjednotitelem Egypta Menim, podle některých je totožný i s králem Ahou. Faraonové používali, hlavně v dřívějších dobách, více jmen. Pravděpodobnější je však, že Aha byl Narmerovým synem. Část egyptologů považuje Narmera za totožného s králem Serekem, který je však historicky doložen a je známější pod označením Král Škorpion.